# Serafín Areta
Serafín Areta Vélez, noto anche come Areta I, (Pamplona, 29 novembre 1930 – Pamplona, 4 maggio 1997), è stato un calciatore spagnolo, di ruolo difensore.

## Carriera
Cresciuto nella florida cantera dell'Athletic Bilbao, debutta nella Primera División il 22 gennaio 1950, nella partita Athletic-Valencia (3-6).
Con i baschi disputa nove stagioni, nelle quali colleziona 129 partite (113 in campionato), vincendo quattro Coppe del Generalìsimo ed uno scudetto.
Chiude la carriera nel 1960, nel Barakaldo.

## Palmarès

### Competizioni nazionali
- Campionato spagnolo: 1

Athletic Bilbao: 1955-1956
- Coppa di Spagna: 4

Athletic Bilbao: 1950, 1955, 1956 e 1958